# 9-es busz (Békéscsaba)
A békéscsabai 9-es jelzésű autóbusz az Autóbusz-pályaudvarról indult és oda is érkezett, a vonal hurokjárat volt. A viszonylatot a Körös Volán Zrt. üzemeltette. Az alacsony kihasználtság és az autóbuszvonalak átszervezése miatt 2012. október 1-én megszűnt.

## Jellemzői
A buszokat inkább reggel használták, délutánra azonban tovább csökkent az utasszám. A járat a Főiskolát is érintette, főképp diákok utaztak rajta. A vonalon Ikarus E94-es és az Ikarus 260-as autóbuszok jártak.

## Útvonala
| Autóbusz-pályaudvar-Autóbusz-pályaudvar: |
| --- |
| - Autóbusz-pályaudvar vá. - Andrássy út - Tulipán utca - Bartók Béla út - Bánszky utca - Bajza utca - Gyulai út - Széchenyi utca - Szent István tér - Szabadság tér - Bartók Béla út - Tulipán utca - Andrássy út - Autóbusz-pályaudvar vá. |

## Külső hivatkozások
- Változik a buszok útvonala, új megállók épülnek - Csabai Mérleg